# Czech It
Czech It je česká, anglicky zpívající pop-rocková kapela z Benešovska. Skupina vznikla v roce 2011 a spolu s kamarádem z dětského domova ji založili Lucie Konečná a Rút Škvorová.
Úplně první představa o působení kapely byla jen skládání a hraní pro zábavu, na oslavách a akcích pro přátele. Postupem času ale docházelo k nabírání kamarádů a známých do kapely, k rozšiřování kapelních postů, nástrojů i k různým výměnám u nástrojů mezi samotnými členy uvnitř kapely. Složení i sestava nástrojů vývojem kapely vykrystalizovala a ustálila se na složení Daniel Marczell (zpěv, baskytara), Lucie Konečná (zpěv, piano), Rút Škvorová (housle), Tomáš Mudra (akustická kytara), Ondřej Skřivan (bicí), Dominik Krykorka (kytara). Všichni členové se věnují muzice při studiu nebo při zaměstnání. 
První album „Find Your Way“ vydala skupina v roce 2015. Jako producent se na desce podílel Daniel Marczell. Pod texty a hudbou všech písní je podepsaná Lucie Konečná. K písním „Secrets“ a „For This Time“ z debutového alba kapela natočila videoklipy. 
Zlomovým rokem byl pro kapelu rok 2018. Jako speciální host byli Czech It součástí Podzim tour 2018 písničkáře Pekaře. V květnu 2018 nasadila Evropa 2 jejich píseň Unexpected do rotace rádia Evropa 2, kde se sedm týdnů držela na předních příčkách hitparády E2 Music Chart, z toho čtyřikrát na příčce první. Unexpected se zároveň stala pro rok 2018 sedmičkou z TOP 25 nejoblíbenějších písní rádia Evropy 2. V hudebních cenách magazínu iReport Žebřík obsadili Czech It 3. místo v kategorii Objev roku a v březnu 2018 získali Divokou kartu hudebních cen Evropy 2. V roce 2019 se s písní Mills umístili jednou na druhém a následně šestkrát na prvním místě v Evropa 2 Music Chart.   
V roce 2019 vystřídal post bubeníka Miloš Majlo Filip. V témže roce na podzim vydali druhé studiové album s názvem #TOTHESTARS. Album se natáčelo u kapely ve zkušebně, mixovalo se na Novém Zélandu a masterovalo v Nashvillu.

## Singly
- Mills
- Letters
- Hope You Know
- Unexpected
- For This Time
- Secrets